# 千明龍之佑
千明 龍之佑 (ちぎら りゅうのすけ、2000年3月3日 - ) は群馬県出身の陸上競技選手。専門は長距離走。
片品村立片品中学校、東京農業大学第二高等学校、 早稲田大学スポーツ科学部 スポーツ科学科を卒業。2022年4月より GMOアスリーツ に所属。

## 戦績・記録
主な戦績
| 年     | 大会                               | 種目        | 順位     | 備考                         |
| ------ | ---------------------------------- | ----------- | -------- | ---------------------------- |
| 2015年 | 第66回全国高校駅伝                 | 3区         | 区間19位 | 東京農業大学第二高等学校25位 |
| 2016年 | 都道府県対抗男子駅伝               | 4区         | 区間16位 | 群馬県7位                    |
| 2016年 | 第67回全国高校駅伝                 | 1区         | 区間12位 | 東京農業大学第二高等学校11位 |
| 2017年 | 都道府県対抗男子駅伝               | 5区         | 区間7位  | 群馬県6位                    |
| 2017年 | 日本陸上選手権クロスカントリー     | ジュニア8km | 4位      |                              |
| 2017年 | 日本陸上選手権クロスカントリー団体 | 2区         | 区間4位  |                              |
| 2017年 | 第42回世界クロスカントリー選手権   | 8km         | 43位     | 団体順位合計7位              |
| 2017年 | 全国高校陸上                       | 5000m       | 8位      |                              |
| 2017年 | 第72回国民体育大会                 | 少年A5000m  | 8位      |                              |
| 2017年 | 第68回全国高校駅伝                 | 1区         | 18位     | 東京農業大学第二高等学校34位 |
| 2018年 | 都道府県対抗男子駅伝               | 5区         | 6位      | 群馬県5位                    |
| 2018年 | アジアクロスカントリー選手権       | ジュニア8km | 4位      | 日本団体金メダル             |
| 2018年 | 第87回日本学生対校選手権           | 5000m決勝   | 6位      |                              |
| 2018年 | 第88回日本学生対校選手権           | 10000m決勝  | 18位     |                              |
| 2020年 | 都道府県対抗男子駅伝               | 3区         | 28位     | 群馬県15位                   |
| 2021年 | 第54回東京六大学対校競技会         | 5000m決勝   | 1位      |                              |
| 2021年 | 第105回日本陸上競技選手権          | 5000m決勝   | 8位      |                              |
| 2022年 | 第106回日本陸上競技選手権          | 5000m決勝   | 19位     |                              |

大学駅伝戦績
| 学年             | 出雲駅伝                 | 全日本大学駅伝               | 箱根駅伝                          |
| ---------------- | ------------------------ | ---------------------------- | --------------------------------- |
| 1年生 (2018年度) | 第30回 － － － 出場なし | 第50回 1区-区間12位 27分44秒 | 第95回 3区-区間10位 1時間03分30秒 |
| 2年生 (2019年度) | 第31回 ― - ― 出場なし    | 第51回 4区-区間3位 34分08秒  | 第96回 4区-区間7位 1時間02分25秒  |
| 3年生 (2020年度) | 第32回 ― - ― 大会中止    | 第52回 ― - ― 出場なし        | 第97回 8区-区間5位 1時間04分55秒  |
| 4年生 (2021年度) | 第33回 ― - ― 出場なし    | 第53回 ― - ― 出場なし        | 第98回 8区-区間5位 1時間05分23秒  |